# A Small Victory
A Small Victory è un singolo del gruppo musicale statunitense Faith No More, il secondo estratto dall'album Angel Dust nel 1992.

## Tracce
CD singolo (Europa)
1. A Small Victory (Video version) – 4:22
2. A Small Victory (Album version) – 4:58
3. Let's Lynch the Landlord – 2:57
4. Malpractice – 4:03

CD singolo (Stati Uniti)
1. A Small Victory (Album version) – 4:58
2. A Small Victory (R-evolution 23 (Full Moon) Mix) – 7:21
3. Malpractice – 4:03
4. A Small Victory (Sundown Mix) – 5:27
5. A Small Victory (Sundown Instrumental) – 6:05
6. A Small Victory (R-evolution 23 Edit) – 3:53

Vinile 7" (Regno Unito)
- Lato A

1. A Small Victory (Video version) – 4:22

- Lato B

1. Let's Lynch the Landlord – 2:57

Vinile 12"
Lato A
1. A Small Victory – 4:58

Lato B
1. Let's Lynch the Landlord – 2:57
2. Malpractice – 4:03

Musicassetta
1. A Small Victory – 4:58
2. Let's Lynch the Landlord – 2:57

## Classifiche
| Classifica (1992)         | Posizione massima |
| ------------------------- | ----------------- |
| Regno Unito               | 29                |
| Stati Uniti (alternative) | 11                |